# Colbertisme high-tech
Le colbertisme high-tech est une forme de colbertisme qui vise, pour un État, à favoriser l'émergence de champions nationaux dans le domaine des techniques de pointe.

## Concept
L'expression de « colbertisme high-tech » est créée par l'économiste Élie Cohen, qui en a fait le titre, en 1992, de son troisième livre, affinant une réflexion déjà développée dans son ouvrage précédent L'État brancardier. Analysant la très forte croissance des kereitsu japonais entre 1950 et 1990 au cours du miracle économique japonais, il souligne le caractère stratégique du développement de l'électronique grand public pour l'archipel nippon.
Il met cette réussite en parallèle des succès de la politique technologique française, dont le bras armé était la Direction générale des télécommunications (DGT). Il écrit que, « non contente de quintupler le nombre de lignes téléphoniques installées entre 1970 et 1982 et de disposer du réseau le plus numérisé au monde », elle a réussi « à rebondir et à multiplier les grands projets, au point qu’en 1982 il fut envisagé de lui confier la maîtrise de l’ensemble de la filière électronique ».
La filiale Alcatel du groupe CGE a bénéficié dans les années 1970 de la forte croissance du réseau de télécommunications de son grand client, l'opérateur historique public France Télécom (au point même de se voir accusé à la fin des années 1980 de surfacturations). Le groupe Alcatel est devenu en 1992 le leader mondial des équipements télécommunications, avant de perdre sa couronne dans la deuxième partie des années 1990, au moment du boom de l'Internet et du téléphone mobile, qui va favoriser l'américain Cisco, le finlandais Nokia, le suédois Ericsson. Malgré le retournement du marché des télécommunications dû à l'éclatement de la bulle internet, Alcatel a poursuivi son recentrage sur les télécommunications, elle s'est séparé en 2001 de sa filiale Alstom (leader mondial du TGV et des turbines pour centrales nucléaires) puis a fusionné en 2006 avec l'équipementier américain Lucent, ex-filiale de l'opérateur américain de télécoms ATT, confronté aux mêmes problèmes de marché. 
Ariane, Airbus, le TGV, le Minitel, les Mirage ou le Rafale, les moteurs d’avion CFM 56, la filière nucléaire (Framatome devenu Areva) et les technologies pétrolières (Coflexip, Technip) sont autant de réussites marquantes de grands projets technologiques, dues à l’initiative étatique, mais qui ont aussi trouvé des débouchés et des relais sur le marché international, et plus particulièrement européen, au point qu’ils sont souvent mis à l’actif de la construction communautaire (Ariane et Airbus notamment).
Parmi les échecs du colbertisme hi-tech, Élie Cohen cite l'informatique française, avec le groupe Bull, le Concorde, les réseaux câblés de fibre optique et le satellite TDF 1, mais pas le paquebot France.